# Kabelbinder

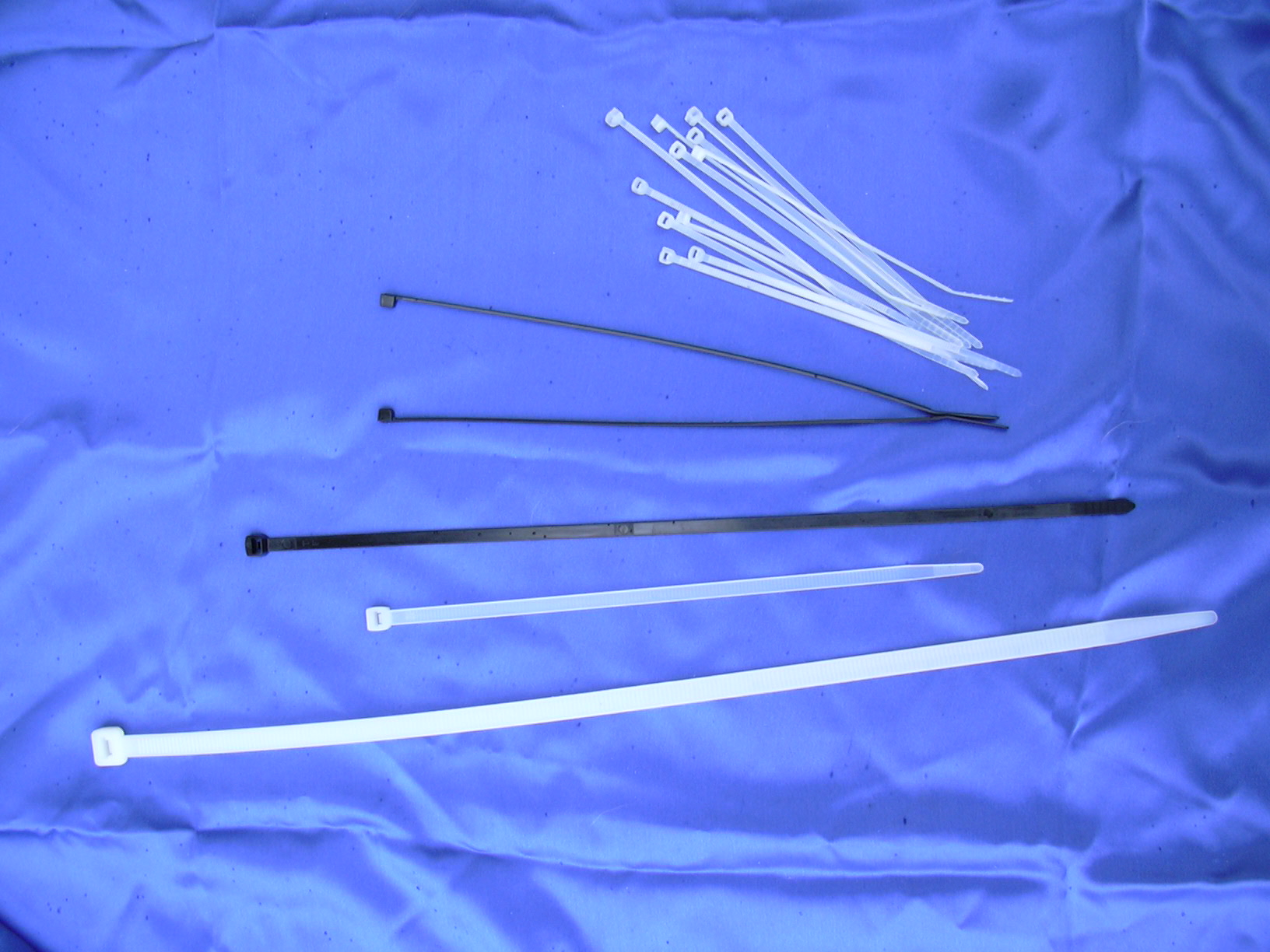
Kabelbinder

Funktionsprinzip eines Kabelbinders

Ein Kabelbinder (oder Kabelband, Plastikhandfessel, regionalsprachlich auch Kabelstraps, Straps) ist ein universell einsetzbares, schnell zu verwendendes und preisgünstiges Verbindungselement.
Ursprünglich dafür entwickelt, verschiedene Kabel und ganze Kabelbäume aneinander oder an anderen Gegenständen zu fixieren, werden Kabelbinder heute in vielen anderen Anwendungsbereichen verwendet, im Baugewerbe zur provisorischen Montage, als Verpackungshilfsmittel oder in der polizeilichen Praxis zur Fesselung von Menschen.
Weiterentwicklungen von Kabelbindern, z. B. mit angespritzten Befestigungselementen wie Klebesockel, Steckanker oder Lamellenfüße, haben besonders im Automobilbereich Einzug gehalten.

## Geschichte
Vor der Nutzung von Kunststoff-Kabelbindern wurden Kabelbäume mit Draht oder Wachsband zusammengehalten. Diese Technik wird als abbinden oder verschnüren bezeichnet.
Der für Illinois Tool Works arbeitende US-Amerikaner George M. Rapata beantragte am 1. Oktober 1954 ein Patent auf Kabelbinder aus Kunststoff (plastic material such as polyethylene), das US-Patent 2936980 wurde ihm dafür 1960 erteilt. Landläufig gilt oft das Unternehmen Thomas & Betts (2012 von ABB übernommen) als Erfinder der Kabelbinder, da es 1958 erfolgreich seine Ty-Rap-Kabelbinder auf den Markt brachte. Diese Kabelbinder mit Metallverschluss waren für die Montage von Kabelbäumen von Flugzeugen gedacht, seit 1968 wird auch Polyamid 6.6 als Werkstoff eingesetzt.

## Material

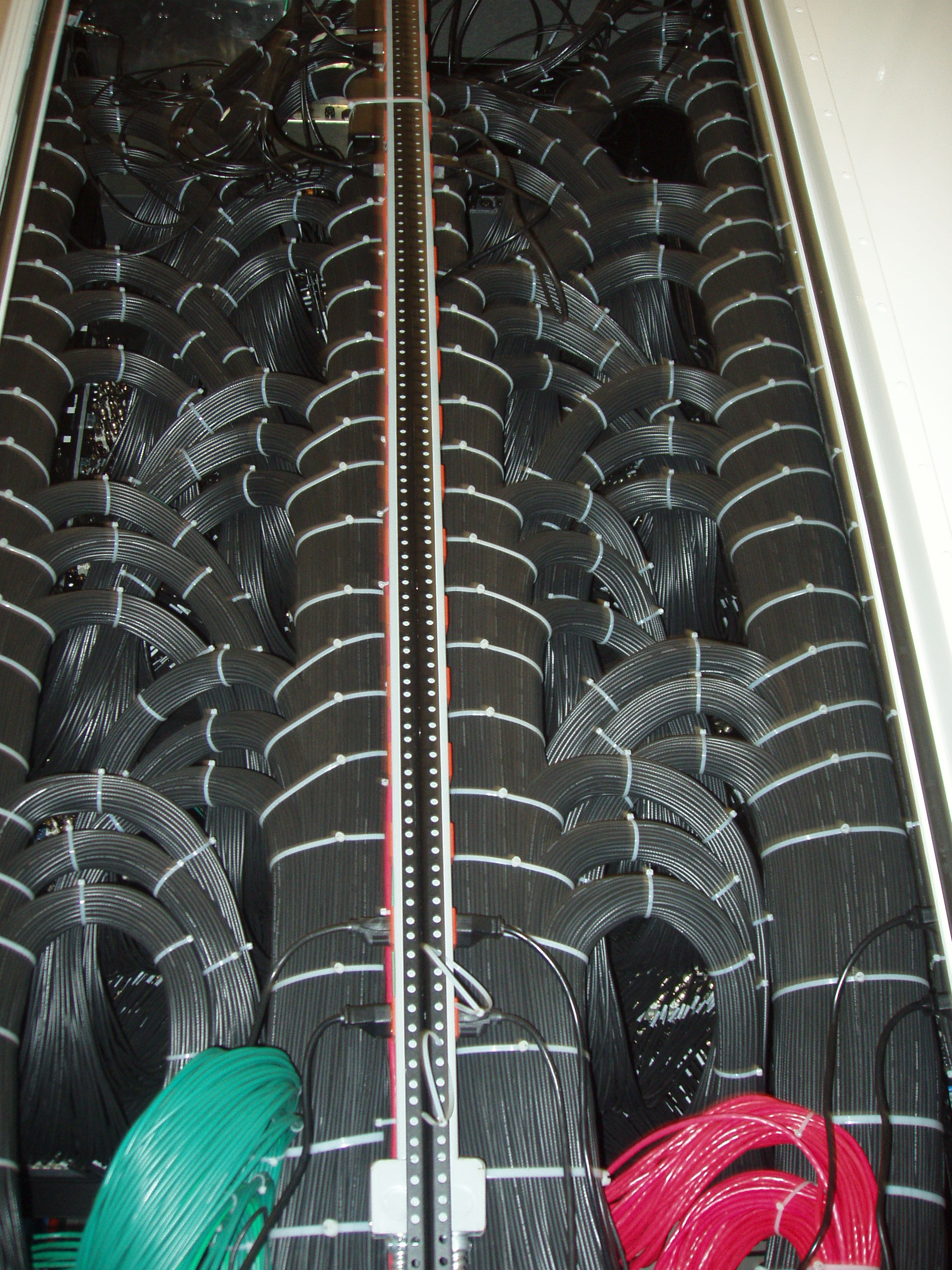
Anwendung von Kabelbindern bei Kabelbäumen in einem Schaltschrank

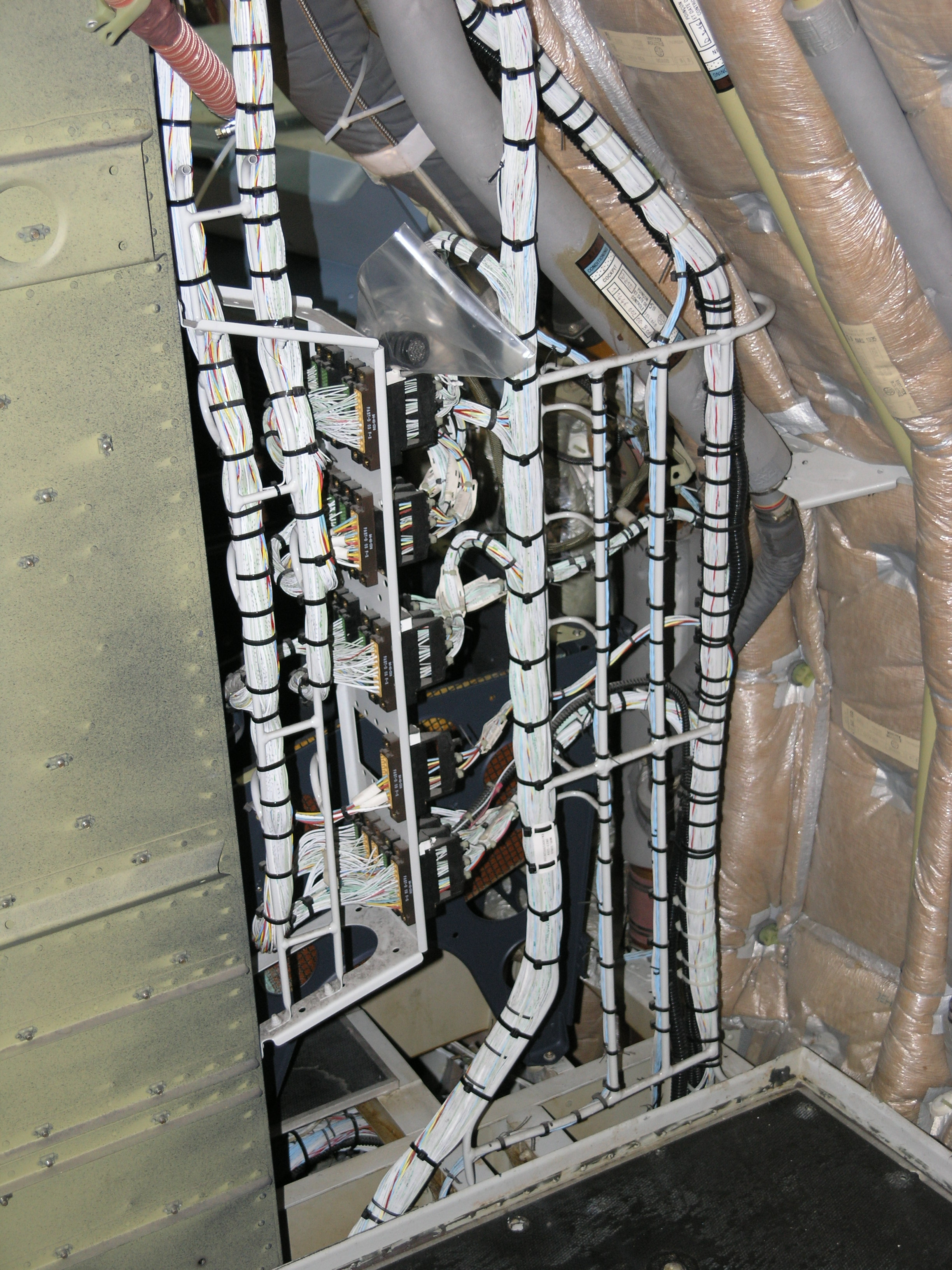
Kabelbaum mit Kabelbindern in einem Flugzeug

Bis zur Einführung von Polyamid 6.6 (PA 6.6) wurden Kabelbinder hauptsächlich aus PVC gefertigt. Das war günstig in der Produktion, hatte aber den Nachteil, nicht witterungsbeständig zu sein und zu schnell zu altern.
Heute werden Kabelbinder hauptsächlich aus Polyamid 6.6 gefertigt. Dieses Material ist auch allgemein als Nylon bekannt, Nylon ist jedoch ein Markenname des Unternehmens DuPont. Es gibt aber auch Kabelbinder aus anderen Materialien wie z. B. Polyurethan bis hin zu Edelstahl.
Das Verschlussprinzip ist üblicherweise eine Raste aus dem gleichen Grundmaterial des Kabelbinders, welche auf die geriffelte Seite des Kabelbinders in Zugrichtung wirkt. Daneben werden auch metallene Rasten eingesetzt. Diese werden geeignet so angeordnet, dass Selbsthemmung eintritt. Das Band des Kabelbinders wird dann glatt ausgeführt. Metallene Kabelbinder verwenden fast ausschließlich das Prinzip der Selbsthemmung.
Polyamid 6.6 wird verwendet, da es über viele Eigenschaften verfügt, die für Kabelbinder und Befestigungselemente sehr vorteilhaft sind, wie:
- selbstverlöschend
- hohe Festigkeit, Steifigkeit und Härte
- hohe Formbeständigkeit, auch bei Wärmeeinwirkung
- hohe Abriebfestigkeit, ausgezeichnete Beständigkeit gegen Alkalien, Öle, Ölprodukte, Schmierfette, Chloratlösungsmittel

Das Material hat eine begrenzte Beständigkeit gegen Säuren.
Im Gegensatz dazu haben Kabelbinder aus Polyurethan folgende Eigenschaften:
- reißfest und hochelastisch bis 400 % Dehnung
- UV- und witterungsbeständig
- chemische Beständigkeit z. B. gegen Öl-, Fett und Lösungsmittel
- Einsatztemperatur −40 bis 85 °C, kurzzeitig auch höher
- kein Verspröden bei tiefen Temperaturen
- Hydrolyse- und Mikrobenresistenz (vor allem speziell behandelte Materialmischungen)
- sehr gutes Rückstellvermögen
- gute dynamische Belastbarkeit
- hohe Knick- und Reißfestigkeit (hoher Einreiß- und Weiterreißwiderstand)
- elektrisch isolierend bis zu 10 GΩ
- schwer entflammbar nach UL 94 HB

Ein wichtiger Aspekt für Kabelbinder, die in der Europäischen Union eingesetzt werden, ist die REACH-Verordnung, damit eine Verarbeitung auch in öffentlichen Gebäuden erlaubt ist.

### Verschiedene Typen nach Material
Eine reichhaltige Typenauswahl an Polyamiden und Additiven lässt eine optimale Anpassung der Eigenschaften des gefertigten Produktes an die jeweiligen Anforderungen zu. Folgende Varianten können zum Einsatz kommen:
- Polyamid 6.6 Standard (PA66) für Temperaturanforderungen bis +85 °C
- Polyamid 6.6 hitzestabil (PA66HS) für Temperaturanforderungen bis +105 °C
- Polyamid 6.6 UV-witterungsstabil (PA66W) für den Einsatz im Freien
- Polyamid 6.6 hitzestabil und UV-witterungsstabil (PA66HSW) für den Einsatz im Freien bis +105 °C
- Polyamid 6.6 schlagzäh (PA66HIR) für hohe Anforderungen an die Elastizität
- Polyamid 6.6 schlagzäh und hitzestabilisiert (PA66HIRHS) für hohe Anforderungen an die Elastizität und Temperaturen bis +105 °C
- Polyamid 6.6 V0 für hohe Anforderungen an den Brandschutz

Auch werden z. B. in der Netzwerktechnik spezielle Kabelbinder zur Kennzeichnung verwendet. Diese weisen dann einen verbreiterten Teil auf, der der Beschriftung dient.

### Wassergehalt
Polyamid ist ein hygroskopischer Kunststoff. Das bedeutet, dass das Material Wasser aufnimmt, aber auch wieder abgeben kann. Bei einem Normklima von 23 °C und 50 % relativer Luftfeuchte ist für Polyamid die Sättigung mit Wasser bei ca. 2,5 % erreicht. Die mechanischen Eigenschaften – insbesondere die Flexibilität und die Mindesthaltekraft – werden maßgeblich vom Wassergehalt beeinflusst. Für die optimale Verarbeitung der Kabelbinder ist es daher wichtig, dass sich das Polyamid mit einem Wassergehalt von ca. 2,5 % im Gleichgewichtszustand befindet.
Die Qualität und Verarbeitbarkeit der Produkte wird also durch den Wassergehalt beeinflusst. Darum ist auch die richtige Lagerung der Produkte entscheidend.
Für den privaten Bereich können spröde Kabelbinder durch die Lagerung in Wasser für ca. 30–60 Minuten wieder nahezu ihre ursprüngliche Flexibilität erreichen.

## Herstellung

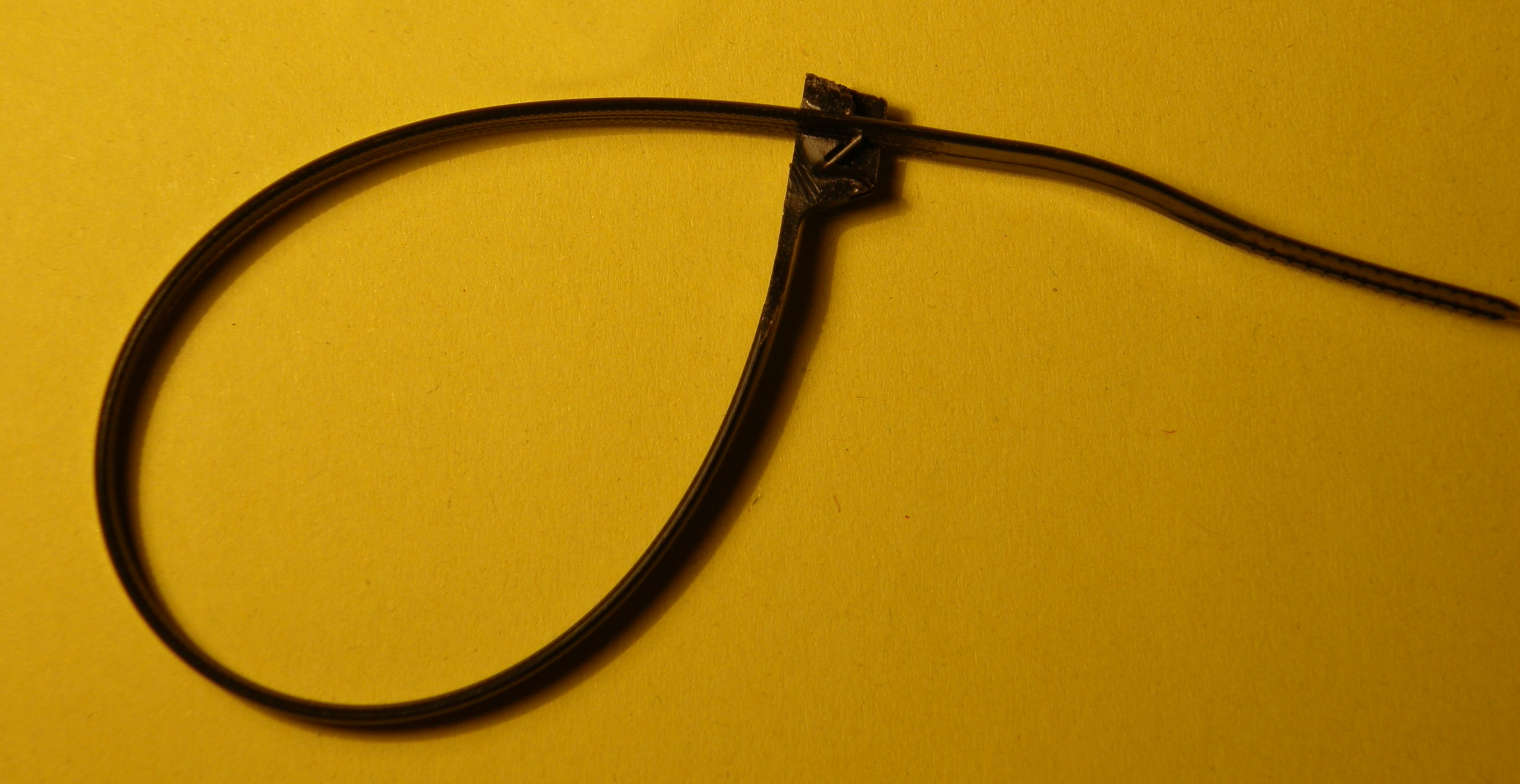
Schnitt durch einen Kabelbinderkopf mit Metallzunge

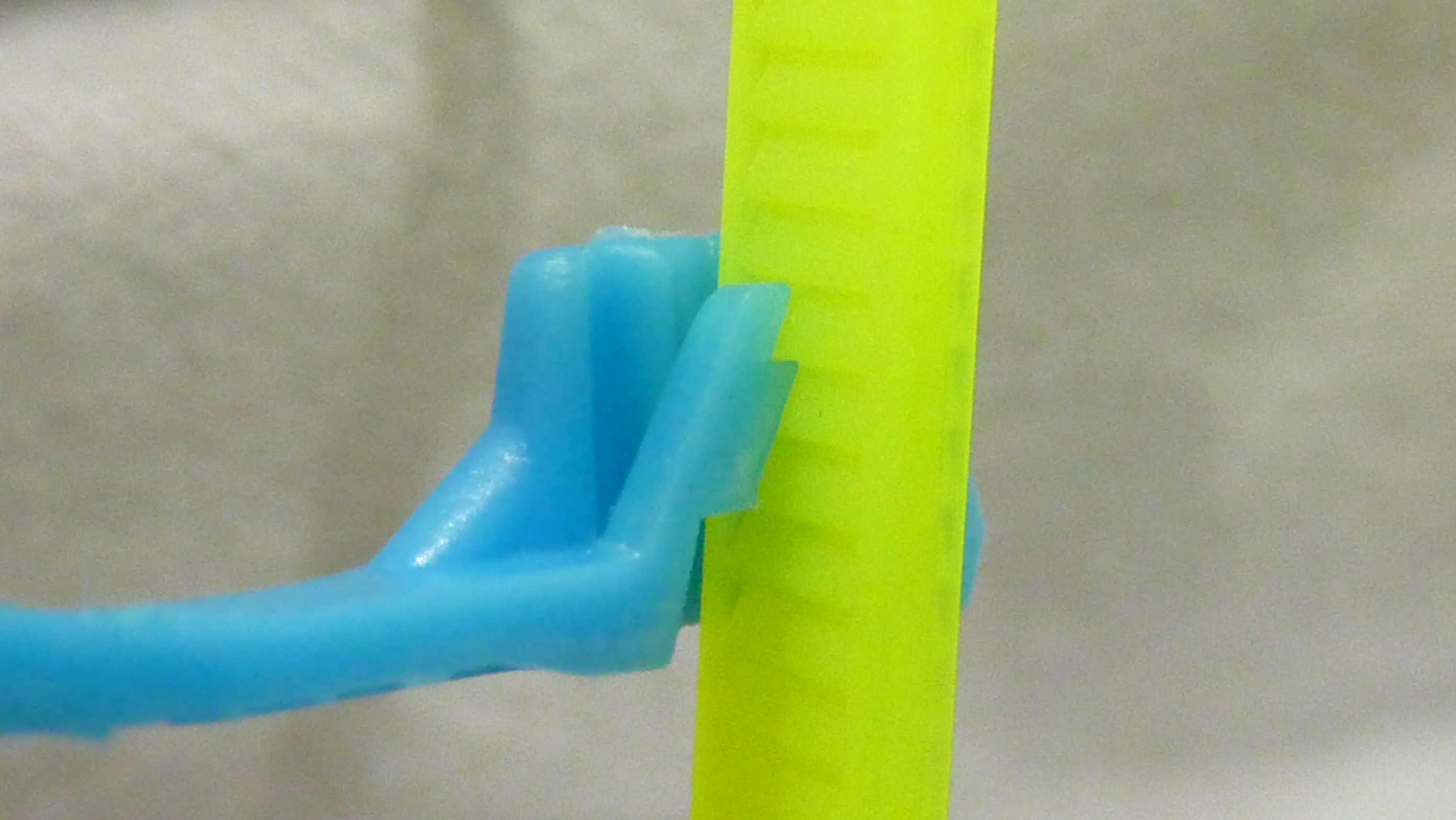
Schnitt durch einen Kabelbinder mit Kunststoff-Sperrklinke

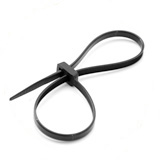
Doppelkopfkabelbinder

Hergestellt werden Kabelbinder im Spritzguss-Verfahren. Dazu wird das Rohmaterial (Granulat) auf eine vorgegebene Temperatur erwärmt und verflüssigt. Anschließend wird das PA 6.6 mit hohem Druck in eine Spritzguss-Form gepresst. In der Regel entstehen so in einem Arbeitsgang an die 50 Kabelbinder.
Da PA 6.6 ein hygroskopischer Kunststoff ist, verliert er während dieses Vorganges an Wassergehalt. Markenhersteller geben aus diesem Grund auch immer etwas Flüssigkeit mit in die Verpackung, die dann von dem Kabelbinder komplett aufgenommen wird (länger geöffnete Verpackungen können mit einem Spritzer Wasser wieder verschlossen werden, um eine optimale Haltbarkeit zu gewährleisten).

## Arten

### Einwegkabelbinder
Durch die Verzahnung wird erreicht, dass sich der Kabelbinder nicht mehr öffnen lässt. Er kann normalerweise nur durch Zerstörung wieder geöffnet werden. Bei Kabelbindern mit einer Sperrzunge aus Kunststoff ist es aber meist möglich, diese mit einer Nadel oder einem anderen spitzen Gegenstand zu entriegeln und die Schlaufe so wieder zu öffnen.

### Doppelkopfkabelbinder
Durch zwei Öffnungen im Kopf kann das Band zweimal durch den Kabelbinderkopf gezogen werden. Auf diese Art entsteht eine Schlaufe. Damit können auch zwei Leitungen oder Leitungspaare miteinander verbunden werden.

### Kabelbinder mit offenem Binderkopf
Durch einen offenen Binderkopf kann der Kabelbinder vorverriegelt werden. So können mehrere Kabel nacheinander in die Kabelbinderschlaufe gelegt werden, ohne dass der Binder zugeschlauft wird. Erst nachdem alle Kabel verlegt sind, wird eingeschlauft.

### Kabelbinder mit Edelstahlzunge
Eingeführt durch die Firma Thomas und Betts haben diese Kabelbinder eine höhere Zugkraft als normale Kabelbinder. Durch eine kleine in den Kopf eingearbeitete Metallzunge verschließt der Kabelbinder durch Einschneiden der Zunge in den Kabelbinderkörper.

### Mehrwegkabelbinder

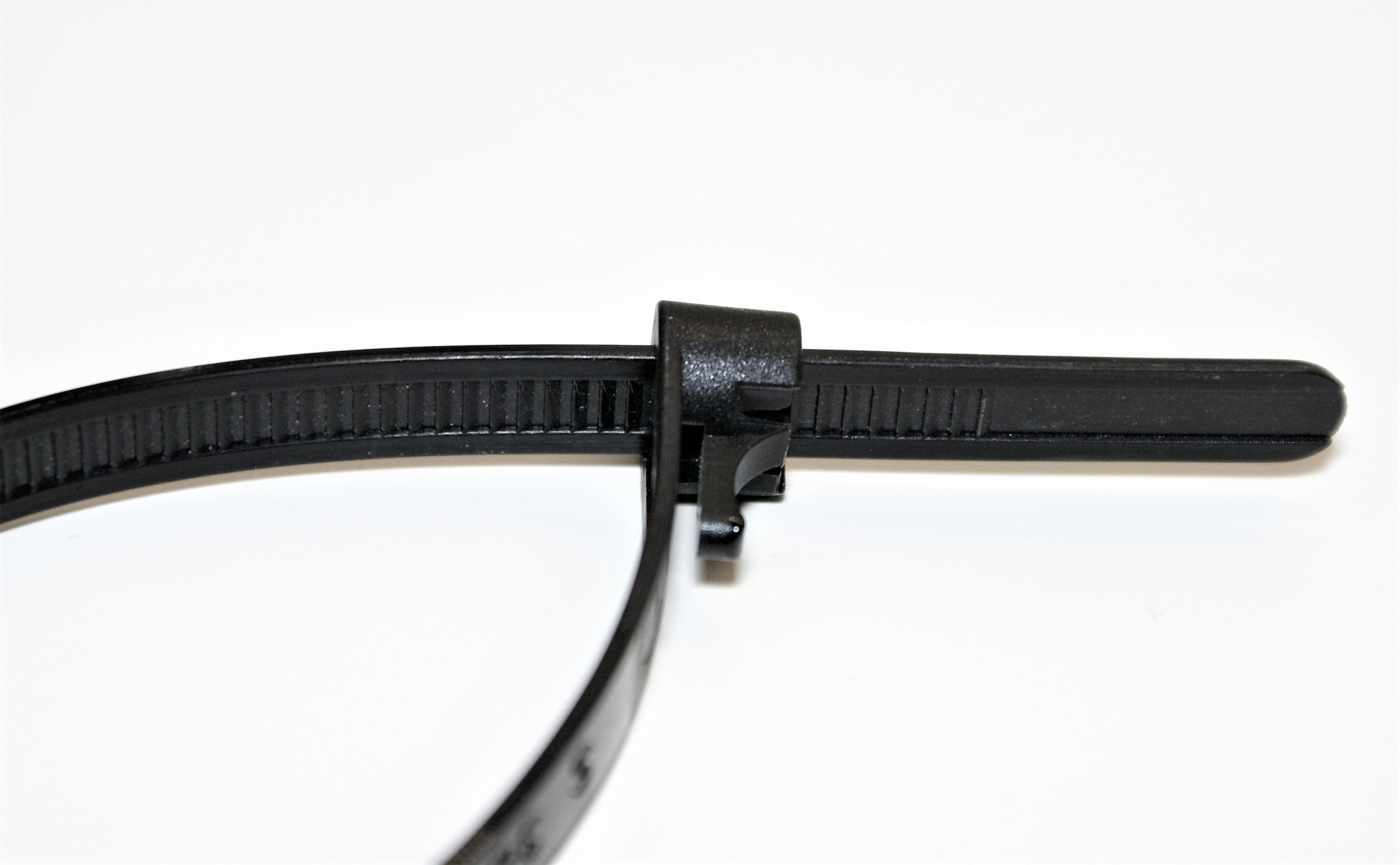
Mehrwegkabelbinder

Mehrwegkabelbinder sind Kabelbinder, die durch eine Entriegelung wieder geöffnet und so mehrfach verwendet werden können. Sie weisen aber meist nicht die Zugbelastbarkeit eines Einwegbinders auf.

### Hitzebeständige Kabelbinder
Durch Einarbeiten von Phosphor wird ein Kabelbinder beständiger gegen Hitze und kann so bis zu 145 °C aushalten. Man erkennt diese Kabelbinder leicht am grünlichen Farbton. Des Weiteren sind sogenannte „Designerpolymere“ wie Polyetheretherketon (kurz PEEK), Polyamid 4.6 (PA46) und E/TFE (Tefzel®) hitzeresistente Materialien, die für Anwendungen geeignet sind, bei denen Temperaturen von 150 °C (PA 46), 170 °C (E/TFE (Tefzel®)), 240 °C (PEEK) (Dauerbetriebstemperatur) erreicht werden.

### Kabelbinder aus Edelstahl
Neben PA 6.6 und PVC kommt auch Edelstahl als Material zum Einsatz. Edelstahlkabelbinder haben eine sehr hohe Zugkraft und sind sehr beständig gegen UV und Korrosion. Wegen ihrer hohen Kosten werden sie häufig in Bereichen eingesetzt, die nach der Installation schwer zugänglich sind, sodass ein Austausch nicht mehr oder sehr schwer möglich wäre.

### Hochelastische Kabelbinder aus Polyurethan

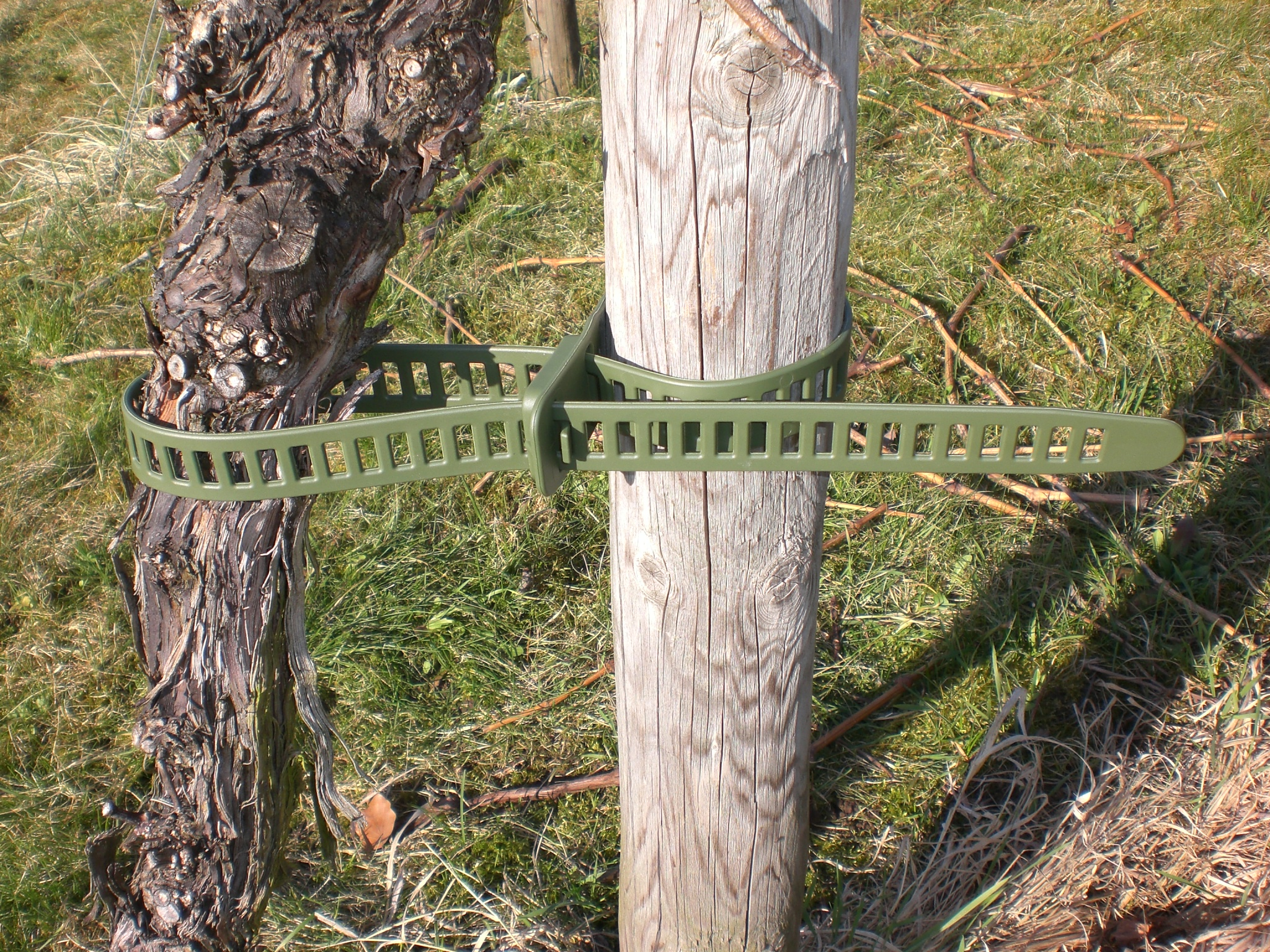
Softbinder

Im Gegensatz zu normalen starren Kabelbindern aus PA 6.6 oder PVC gibt es hochelastische Softkabelbinder aus Polyurethan (PUR). Verwendung findet dieser Typ bei empfindlichen Kabeln oder auch in der Land- und Forstwirtschaft, z. B. zum Anbinden von Bäumen oder Rebstöcken, weshalb sie auch als Baumanbinder bezeichnet werden. Die Bäume werden durch die Dehnfähigkeit nicht abgeschnürt, wie das bei der Verwendung von Draht oder Schnur möglich ist. Die wiederverschließbare Softbinder-Variante mit Doppelkopf ist vielseitig einsetzbar, vor allem, wo es um schnelles Verlegen und Lösen geht, z. B. bei Laboraufbauten oder im Messebau. Nachteilig ist der erhöhte Preis gegenüber PA 6.6 und PVC aufgrund der komplizierteren Fertigung.

### Plomben

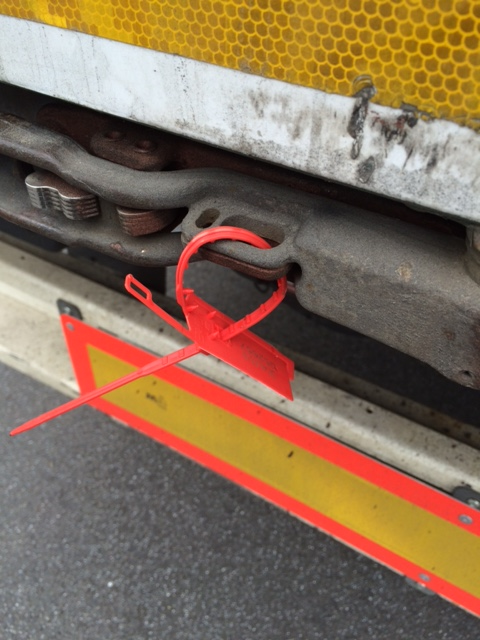
Kabelbinder-Plombe

Da man normale Kabelbinder mit einer Nadel wieder öffnen kann, gibt es auch Plomben. Diese sind so konstruiert, dass man sie auch mit Hilfsmitteln nicht öffnen kann. Häufig verfügen sie auch noch über ein Beschriftungsfeld.

## Weitere Anwendungsbereiche

### Fesselung

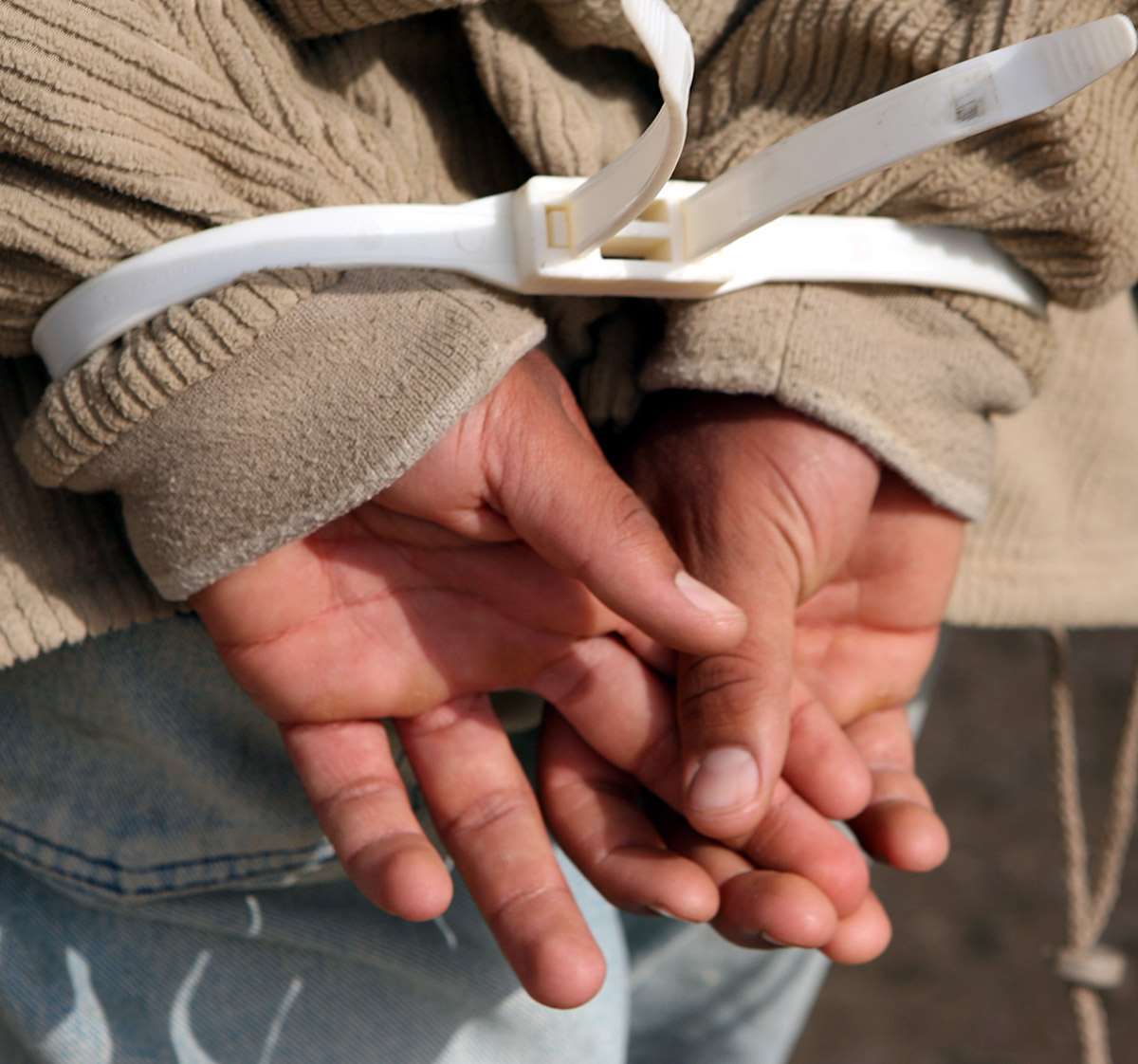
Kunststoffhandschellen

Kabelbinder werden auch im Ordnungswesen für die Fesselung verwendet, als Einweg-Handschellen bzw. Fußfesseln. Sie kommen vor allem dann zum Einsatz, wenn voraussichtlich eine größere Zahl von Menschen gefesselt werden soll, etwa bei Ausschreitungen im Zusammenhang mit Demonstrationen oder Sportereignissen. So können Polizeibeamte eine größere Zahl an Fesseln mitführen, was bei den sonst eingesetzten metallenen Handschellen schon aus Gewichtsgründen schwierig wäre.
Mitunter werden Kabelbinder auch im Bereich erotischer Fesselungsspiele eingesetzt.
Die Anwendung von Kabelbindern kann, vor allem im Bereich der Handgelenke, zu Nervenschädigungen führen (vgl. Arrestantenlähmung). Insbesondere bei einer dauerhaften Zuglast oder bei einem zu engen Anlegen der Vorrichtung können Schädigungen eintreten, die in der aktuellen Situation häufig nicht bemerkt werden und zu monatelangen, wenn nicht sogar dauerhaften Schäden führen können. Besonders häufig sind die Nerven des Daumens betroffen, deren Schädigung zumeist mit dem Gefühl von Taubheit einhergeht.

### Beschriftung

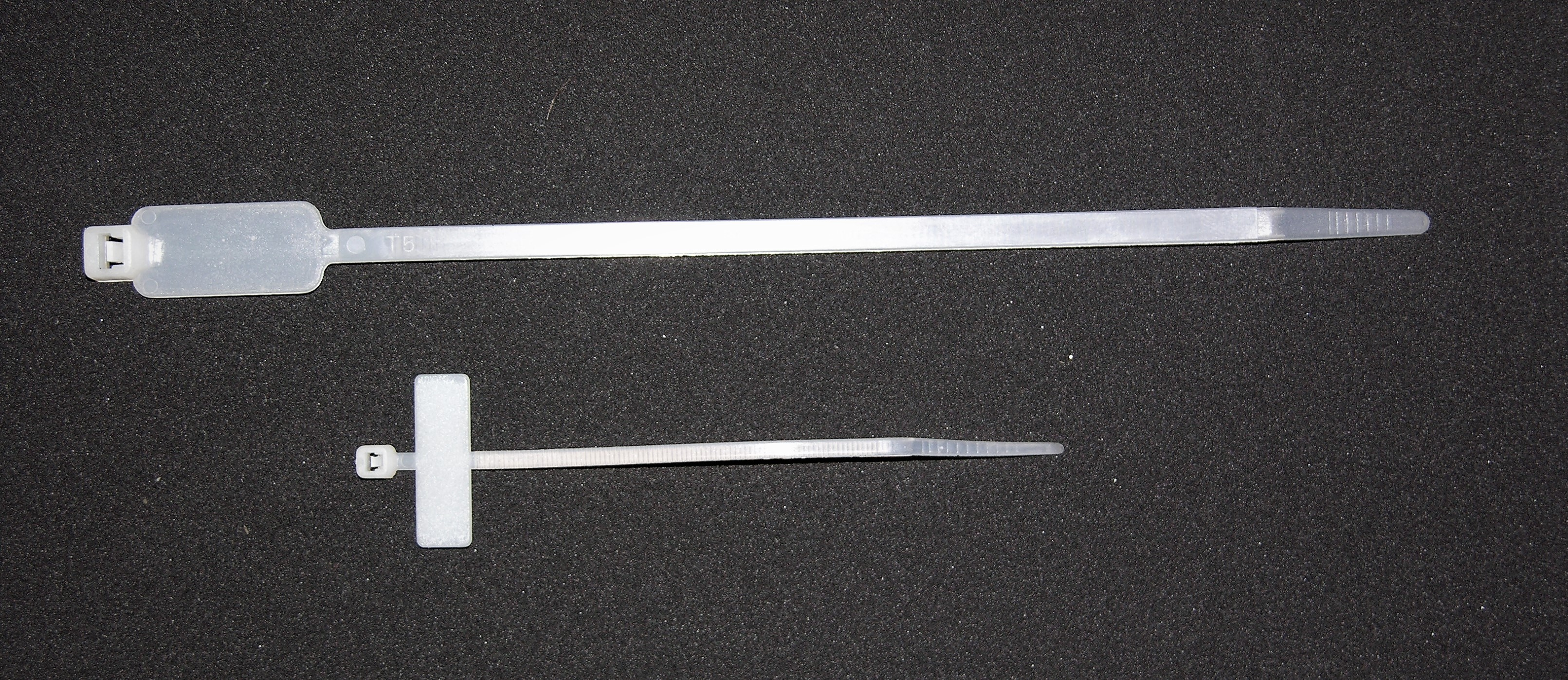
Kabelbinder zu Beschriftungszwecken

Kabelbinder mit Beschriftungsfeld können auch im Bereich der Kabelkennzeichnung genutzt werden. Sie eignen sich auch zum Verschließen und Beschriften von Säcken.

## Norm
Die Norm DIN EN 62275 gibt folgende Artikeleigenschaften für den Einsatz von Kabelbindern zum Einsatz bei elektrischen Installation vor:
- Mindest-Installationstemperatur
- Mindest-Anwendungstemperatur
- Mindesthaltekraft (in der Norm als Schleifen-Zugfestigkeitsprüfung beschrieben)
- Belastung und Wärmealterung
- Temperaturzyklen
- Brandbeitrag
- Korrosionsbeständigkeit

## Alternativen
Kabelbäume und einzelne Kabelstränge können auch mittels kräftiger Schnur und Marlschlag-Bindung zusammengebunden werden, wo ansonsten viele einzelne Kabelbinder nötig wären. Von der arbeitsintensiven Schnurbindung ist man abgekommen und findet sie nur noch selten vor.
Auch Klettkabelbinder mit Klettverschluss können eingesetzt werden. Diese sind leicht wieder lösbar, haben aber keine so hohe Zugkraft.
Eine weitere Alternative wiederverschließbarer Kabelbinder ist der „Cable Cuff“ oder der „Cable Wraptor“. Der „Cable Wraptor“ kann zusätzlich noch aufgehängt werden und besitzt einen Tragegriff.

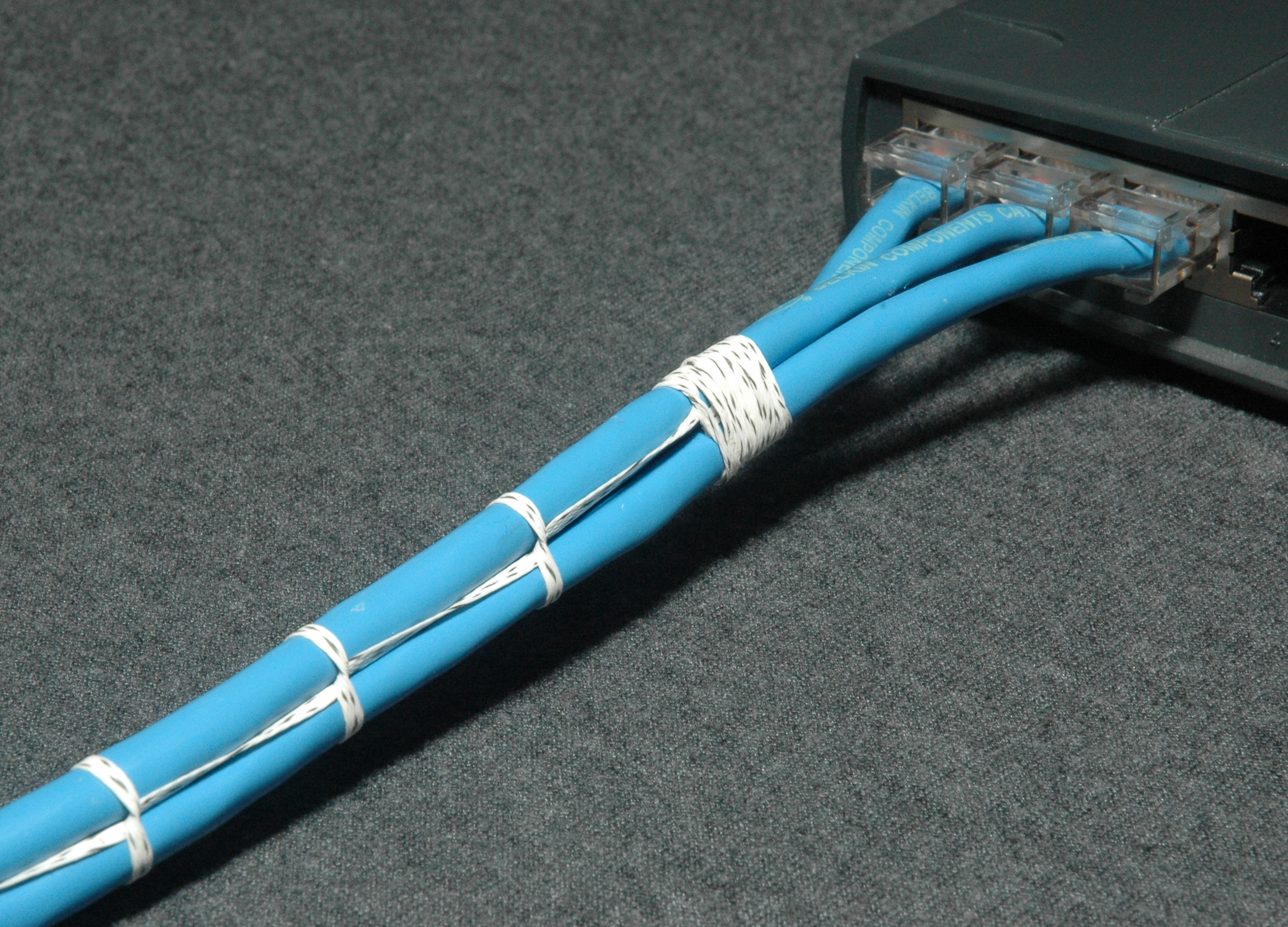
Marlschlag-Bindung
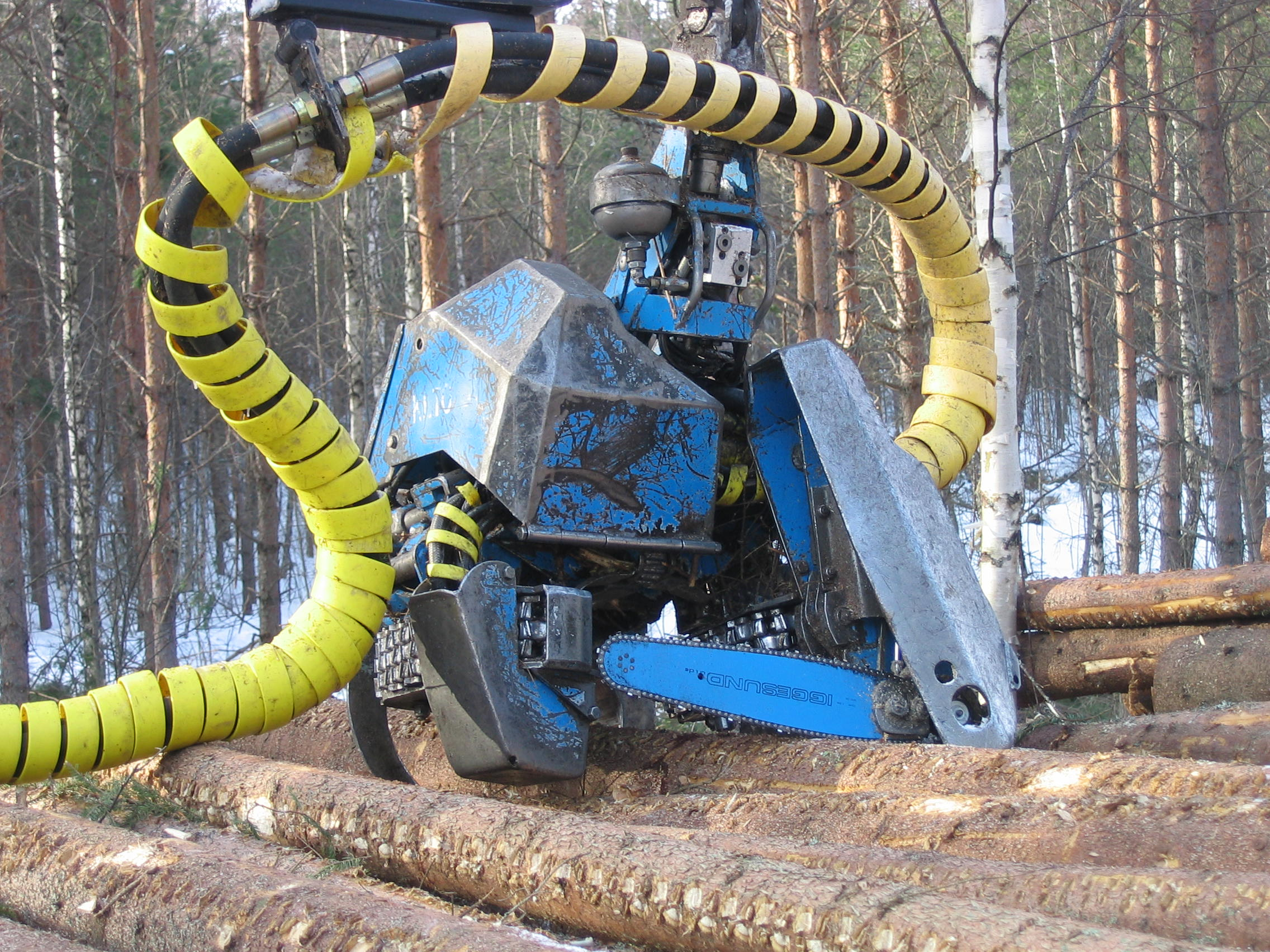
Kabelspirale am Arbeitskopf eines Holzvollernters
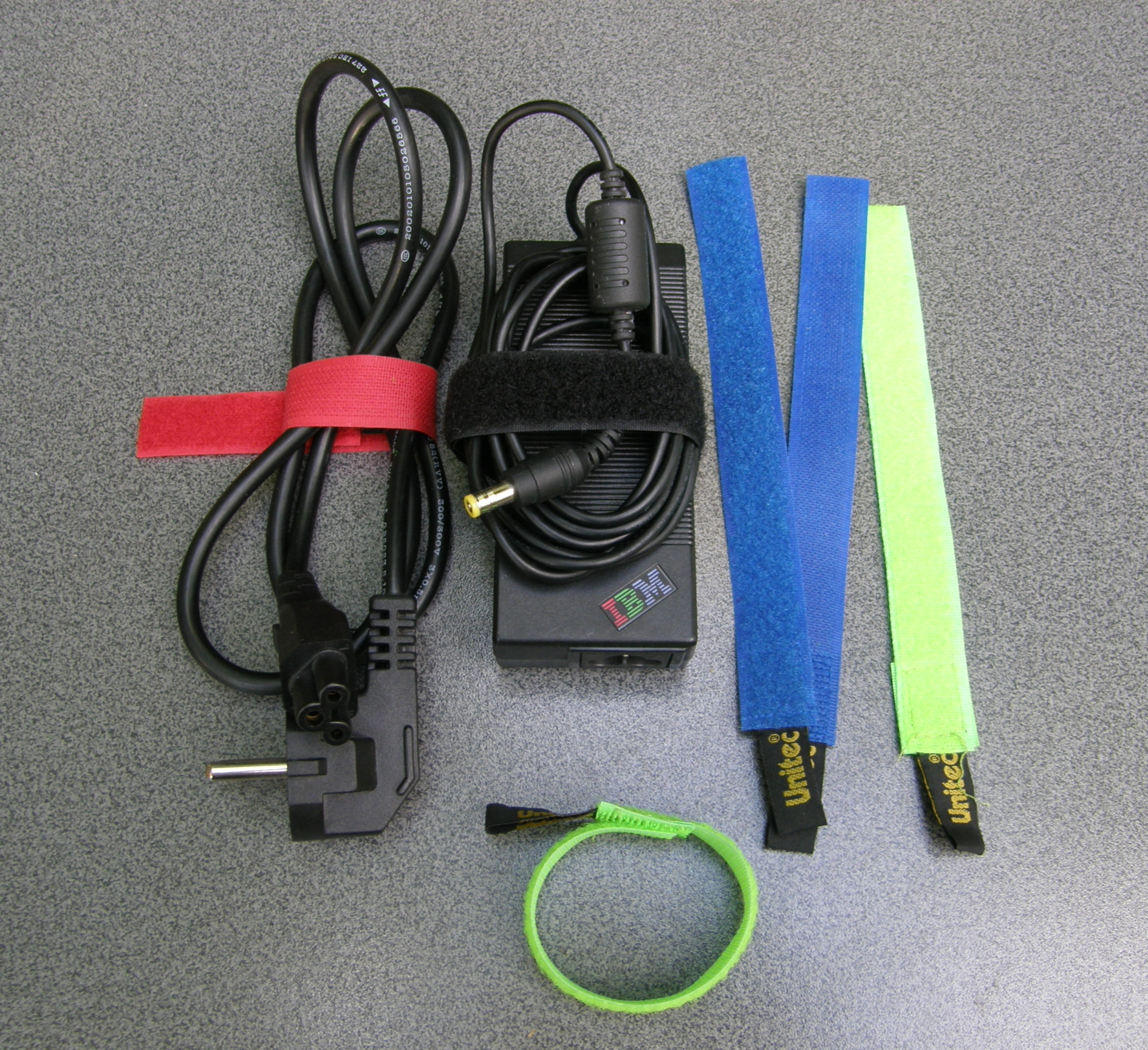
Kabelbinder mit Klettverschluss an einem Netzteil
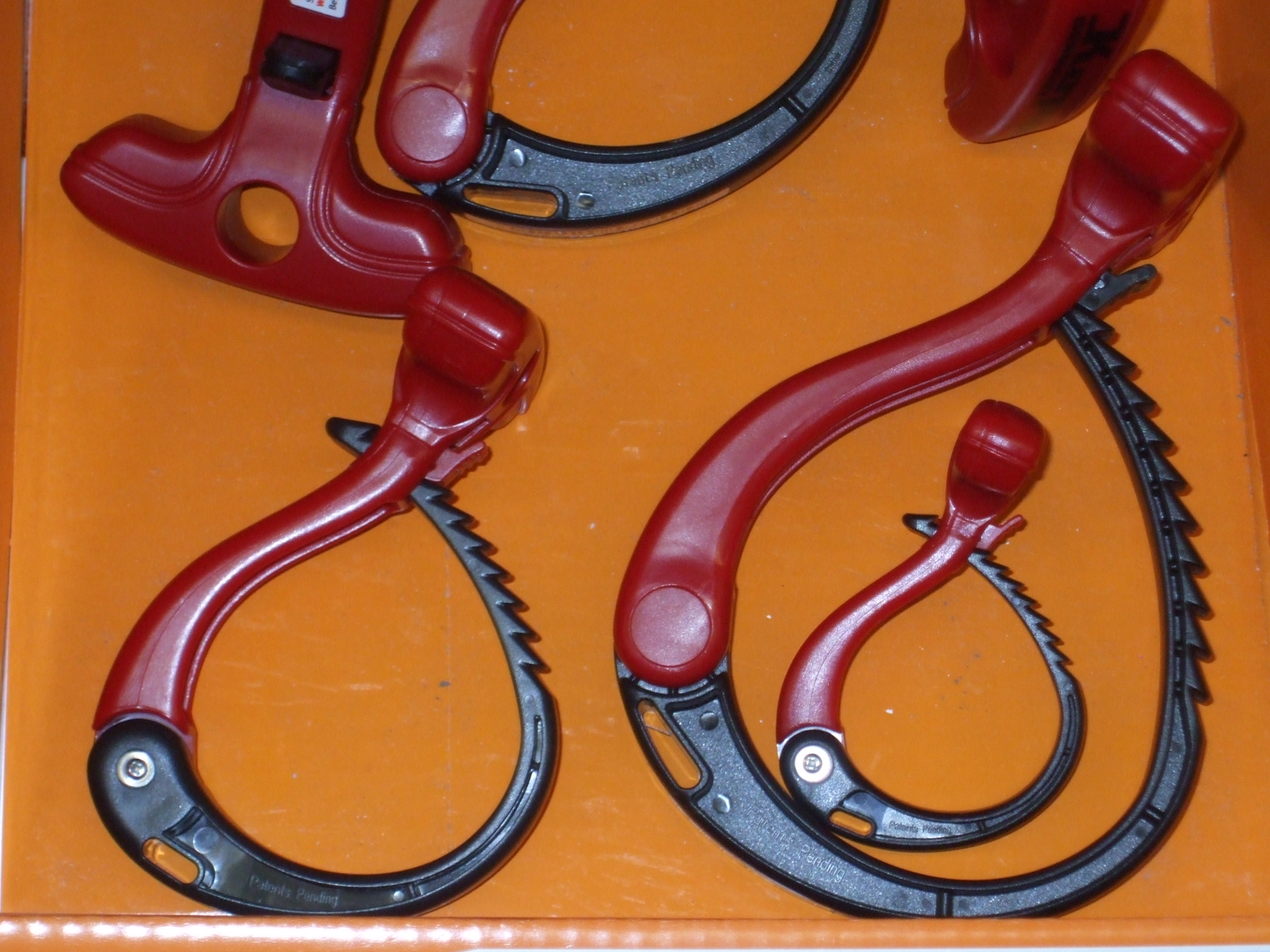
Cable Cuff